# Mato Grosso do Sul
Mato Grosso do Sul, država u unutrašnjosti jugozapadnog Brazila 137 887 četvornih milja (357 125 km²);  2 297 981 stanovnika (2006), nastala 1979. odvajanjem od države Mato Grosso. Glavni grad: Campo Grande.

## Položaj
Mato Grosso do Sul na sjeveru graniči s državom Mato Grosso, na sjeveroistoku s Goiásom, na istoku s Minas Geraisom i São Paulom, na jugoistoku s državom Paraná i na zapadu i jugu s Bolivijom i Paragvajom.
Polovica države Mato Grosso do Sul pripada jugozapadnom produžetku Brazilskog platoa, a druga polovica, poglavito je nizinska. Njezinu istočnu granicu čini rijeka Paraná, a na zapadu rijeka Paraguay s aluvijalnom ravnicom Pantanal, što se prostire i na teritorije susjednih država Mato Grosso, sjeveroistočni Paragvaj i jugoistočnu Boliviju. Ovaj kraj sezonski je poplavljen i dom je brojnim životinjskim vrstama. Prosječna godišnja temperatura iznosi 26 °C (79 °F), a u periodu od 5. do 9. mjeseca traje sušna sezona.

## Povijest
Područje današnje države Mato Grosso do Sul do sredine 1900-tih, jedva da je naseljeno. Ovaj kraj obitavala su tek domorodačka plemena Indijanaca Guaycuruan, Guarani i Arawakan. Prvi bijelci koji u ovaj kraj dolaze su tragači za zlatom i dijamantima, a danas tamo pretežno žive uzgajivači stoke.

## Stanovništvo
Populacija Mato Grossa je urbana, i stanovništvo živi u gradovima Campo Grande, Dourados, Corumbá, Três Lagoas, Ponta Porã i Coxim. Većinu stanovništva čine mestici, mješanci indijanskog prastanovništva i doseljenih Europljana. Populacija ove države jedna je od najnižih u Brazilu. 

### Indijanci
Domorodačka plemena, od kojih su mnogi nestali, su: Abatihe, Beaquêo, Echoarana, Edjéo (Ejibedogui, Ejueo, Epjibegodegí), Guadaxo, Guaikurú, Guairábe, Guarani, Caingua ili Guarani Kaiwá, Guarani Nhandéva, Guató, Guatxi (Guachi, Guaxarapo), Ikatxodéguo, Caduveo ili Kadiwéu, Kamba, Kinikináo, Kurumiá, Kutaguá, Laiana, Mbayá, Nalimega, Nambikwara, Nuara, Ocoteguebo, Ofayé, Pakaléke, Payaguá, Tereno ili Terena, Chane ili Txané, Vanherei, Watadéo.

## Privreda
Ogromni depoziti željezne rudače i mangana temelj su razvoju rudarske industrije. Veliki značaj ima i uzgoj stoke, kukuruza, pšenice, soje, šećerne trske i kikirikija.

## Vanjske poveznice
- Mapa do Mato Grosso do Sul
- Imobiliarias em Japorã - Mato Grosso do sul - Brasil.  Arhivirana inačica izvorne stranice od 25. rujna 2008. (Wayback Machine)